# Lernert Engelberts
Lernert Engelberts (Leerdam, 27 augustus 1977) is een Nederlands dichter en televisiemaker.
Hij heeft drie zussen, waarvan één tweelingzus. Eind 1995 besluit Engelberts te stoppen met zijn havo-opleiding in Zaltbommel. Hij vertrekt naar Ierland en vervolgens naar Israël zonder zijn ouders in te lichten. In Israël werkt Engelberts op een kibboets.
Engelberts debuteert in 1996 op 19-jarige leeftijd met zijn dichtbundel Oedipoes werpt jongen en wordt op slag Nederlands jongste veelbelovende dichter. In datzelfde jaar treedt hij op tijdens het Crossing Border Festival. In 1997 is hij de jongste dichter ooit die voorleest tijdens de Nacht van de poëzie. Daarnaast publiceert hij onder andere in het cultureel humoristische magazine Mens & Gevoelens en voormalig literaire tijdschrift Maatstaf. Ook schrijft Engelberts onder meer voor Rails. 
In 1997 volgt zijn tweede (en voorlopig) laatste dichtbundel Ivoren toren te huur. 
Hij legt zich vervolgens toe op een televisiecarrière. Zo werkt hij als redacteur van het programma Waskracht! van de VPRO. Hiervoor schrijft hij samen met Arnoud Holleman het script van de in India opgenomen televisiefilm Driving Miss Palmen, een parodie op de Nederlandse literaire wereld.
Ook gaat hij regisseren. Zo maakt hij in 2004 Tussen twee mensen over hoe een onderduiker tijdens de oorlog het leven van zijn helper bemoeilijkt. Voorts regisseert Engelberts in 2005 voor Arjan Ederveen het ongewone tuinprogramma Wroeten, dat zes weken lang elke werkdag te zien is op Nederland 3.
In april 2008 verscheen bij uitgeverij De Harmonie Engelberts' verhalenbundel Echte slechte mensen.
In 2009 regisseerde hij I Love Alaska over uitgelekte zoekopdrachten van een toen nog anonieme gebruikster van AOL. 
- Digitale Bibliotheek voor de Nederlandse Letteren: enge008
- Gemeinsame Normdatei: 135880505
- International Standard Name Identifier: 0000 0000 3413 784X
- Library of Congress Control Number: n97030604
- MusicBrainz: 1f306c76-3fcb-446c-9aa5-134789a1148e
- Nederlandse Thesaurus van Auteursnamen: 152162127
- RKD-Nederlands Instituut voor Kunstgeschiedenis: 435802
- Union List of Artist Names: 500696440
- Virtual International Authority File: 65753479
- WorldCat: E39PBJpDTBbV6crKFm7F69gFrq